# Tân Thanh, Cái Bè
Tân Thanh là một xã thuộc huyện Cái Bè, tỉnh Tiền Giang, Việt Nam.
Xã có diện tích 12,98 km², dân số năm 1999 là 9741 người, mật độ dân số đạt 750 người/km².